# Bronisław Kloc

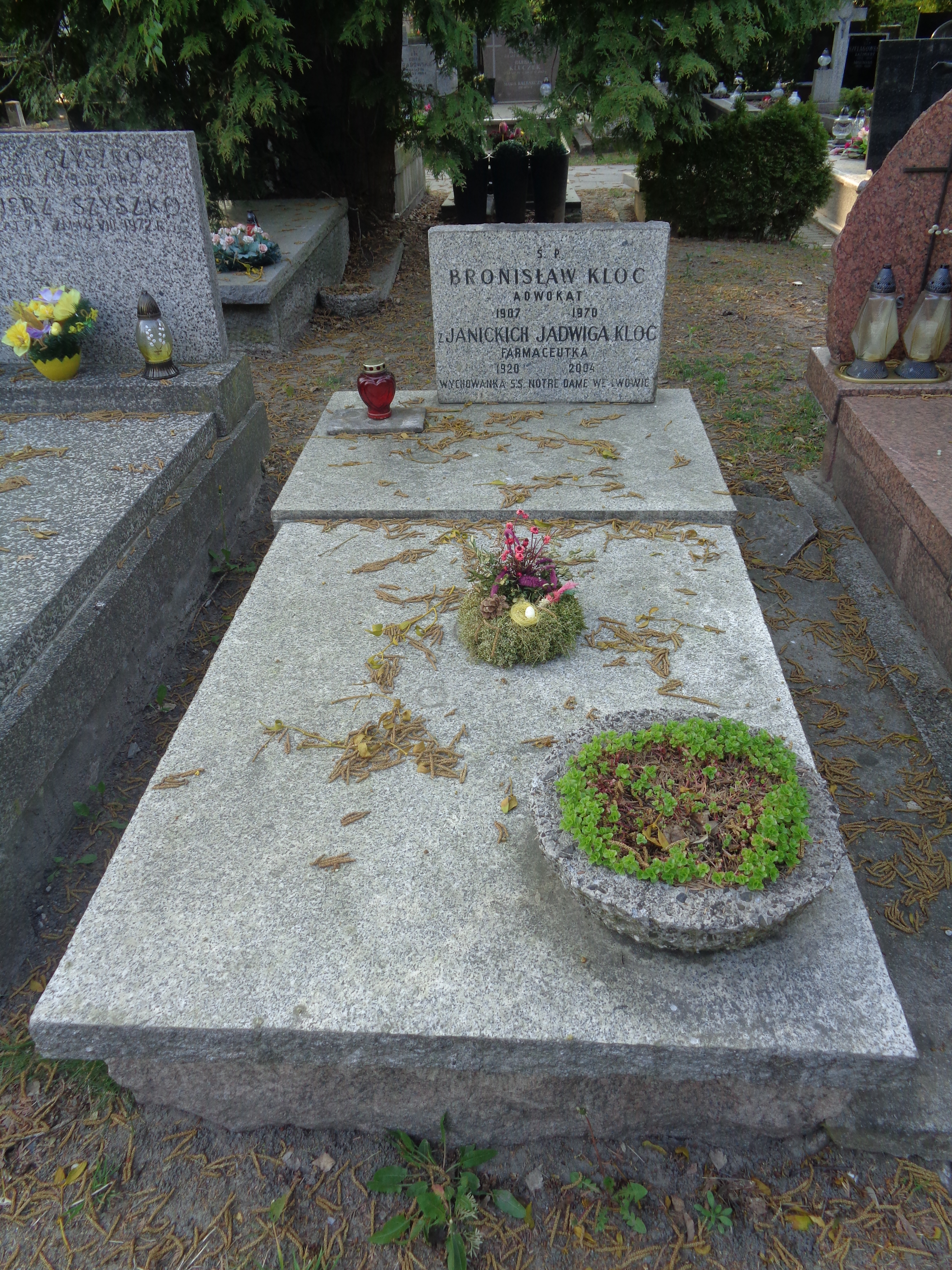
Grób Bronisława Kloca na cmentarzu wojskowym na Powązkach

Bronisław Kloc (ur. 16 lipca 1907 w Staromieściu w powiecie rzeszowskim, zm. 29 maja 1970 w Warszawie) – polski adwokat i działacz ludowy, poseł na Sejm Ustawodawczy (1947–1952).

## Życiorys
Po ukończeniu szkoły powszechnej, w 1926 został absolwentem gimnazjum w Rzeszowie. W 1931 ukończył studia prawnicze na Uniwersytecie Jagiellońskim. Jako student działał w Polskiej Akademickiej Młodzieży Ludowej i Związku Młodzieży Wiejskiej RP. W latach 30. wykonywał zawód adwokata w Rzeszowie. Od 1932 należał do Stronnictwa Ludowego (w latach 1932–1937 pełnił obowiązki szefa partii w powiecie rzeszowskim). W 1937 aresztowany w związku ze strajkami chłopskimi. W maju 1939 został wybrany do rady miejskiej Rzeszowa. Okres wojny spędził we Lwowie (do 1941) i Stróżykach w Galicji Zachodniej. Po wojnie mieszkał i pracował jako adwokat w Krakowie i od sierpnia 1947 w Warszawie. W 1946 przystąpił do PSL „Nowe Wyzwolenie”, zasiadał w Głównym Komitecie Wykonawczym i Radzie Naczelnej partii. W 1947 wszedł w skład Sejmu Ustawodawczego z okręgu Koźle, obejmując obowiązki sekretarza prezydium Klubu Poselskiego PSL „NW” (w tym samym roku partia ta weszła w skład SL, które w 1949 współtworzyło ZSL). Po 1952 nie brał udziału w życiu politycznym. Pochowany na cmentarzu Powązki Wojskowe w Warszawie (kwatera GII dod.-5-5).